# Mircea Irimescu
Mircea Irimescu (n. 13 mai 1959, Craiova) este un fost fotbalist român, care a jucat pentru Universitatea Craiova și pentru Echipa națională de fotbal a României la Campionatul European de Fotbal din 1984. Este căsătorit cu fosta atletă Maria Radu.